# صبغية (فصيلة)
الفصيلة الصّبغية أو اللَّكّيَّة (باللاتينية: Phytolaccaceae) فصيلة نباتية من ثنائيات الفلقة. تقسم إلى أربع أسر تشمل ما مجموعه ستة عشر جنسًا أهمها الصّبغة (باللاتينية: Phytolacca) تضم 100 نوع. كثير من هذه الأنواع نباتات سامة.